# Србија на Песми Евровизије 2022.
Србија је учествовала на Песми Евровизије 2022. у Торину, у Италији. Србија је у 2022. години бирала свог представника кроз национални избор Песма за Евровизију '22. На финалу избора 5. марта 2022. одлучено је да ће Србију на Песми Евровизије 2022. представљати Ана Ђурић познатија као Констракта са песмом In corpore sano. In corpore sano је била прва песма у историји Евровизије да садржи речи на латинском.

## Историја
Пре такмичења 2022, Србија је тринаест пута учествовала на Песми Евровизије од свог првог појављивања 2007, победивши на такмичењу са својом дебитантском песмом Молитва у извођењу Марије Шерифовић. Од 2007. године, Србија се нашла у финалу 10 од могућих 13 пута. 9 пута се квалификовала за финале, док је једанпут била аутоматски пласирана за финале. Србија није успела да се квалификује 2009, 2013. и 2017. године и то увек са малом маргином поена. Српски представник на Песми Евровизије 2021, група Hurricane са песмом Loco Loco, се пласирао у финале и завршио на петнаестом месту.
Српски национални емитер, Радио-телевизија Србије (РТС), емитује такмичење у Србији и организује процес селекције песме која ће представљати Србију. У периоду од 2007. до 2009, Србија је користила фестивал Беовизија да изабере своје представнике. После неуспеха 2009. са песмом Ципела коју изводе Марко Кон и Милан, Србија мења свој приступ и интерно бира композитора или композиторе који пишу више песама за пар извођача. Овај систем се користио 2010, 2011. и 2015. РТС је 2010. одабрао Горана Бреговића да компонује песме за национално финале са три извођача, док су 2011. Корнелије Ковач, Александра Ковач и Кристина Ковач добили задатак да компонују по једну песму. 2012. године, РТС интерним избором бира Жељка Јоксимовића и песму Није љубав ствар, којом обезбеђује треће место, други најбољи резултат Србије до тад. 2013. године РТС се вратио на формат отвореног националног финала и организовао такмичење Беосонг. Победничка песма Беосонга Љубав је свуда коју је извела група Моје 3, није успела да се пласира у финале. РТС је 2015. године одабрао Владимира Граића, композитора српске победничке песме из 2007, да искомпонује песме за национално финале са три извођача. РТС је интерно одабрао српске извођаче 2016. и 2017. године одлуком музичких уредника РТС-а. Од 2018. до 2020. године, РТС се вратио коришћењу Беовизије како би одабрао својег представника. Србија се квалификовала 2018. и 2019. године. Након отказивања такмичења 2020, победник Беовизије 2020. Hurricane је интерно одабран од стране РТС-а да представља Србију 2021. године, са песмом која је такође интерно одабрана.

## Пре Евровизије

### Песма за Евровизију ’22
После раскида сарадње са продукцијом Мегатон која је власник Беовизије, РТС организује сопствено такмичење у сарадњи са Sky Music продукцијом. Финале се одржало 5. марта 2022. Укупно 18 песама је учествовало у финалу, а победница, Констракта, представља Србију на Песми Евровизије 2022. године са песмом In corpore sano.
| #   | Извођач(и)                        | Песма                       | Жири | Телегласање | Телегласање | Поени | Пласман |
| #   | Извођач(и)                        | Песма                       | Жири | Теле        | Поени       | Поени | Пласман |
| --- | --------------------------------- | --------------------------- | ---- | ----------- | ----------- | ----- | ------- |
| 1.  | Наива                             | Скидам                      |      | 3,204       |             | 0     | 15.     |
| 2.  | Оркестар Александра Софронијевића | Анђеле мој                  |      | 2,829       |             | 0     | 17.     |
| 3.  | Гифт                              | Хаос                        |      | 3,208       | 1           | 1     | 13.     |
| 4.  | Зејна                             | Нема те                     | 1    | 846         |             | 1     | 14.     |
| 5.  | Тијана Дапчевић                   | Љуби, љуби довека           | 4    | 1,228       |             | 4     | 11.     |
| 6.  | Лифт                              | Драма                       |      | 6,947       | 6           | 6     | 7.      |
| 7.  |                                   | Почињем да лудим            |      | 2,444       |             | 0     | 16.     |
| 8.  | Зорја                             | Зорја                       | 8    | 16,875      | 8           | 16    | 3.      |
| 9.  | Аца Лукас                         | Оскар                       | 7    | 11,018      | 7           | 7     | 5.      |
| 10. | Зое Кида                          | Бејби                       | 5    | 4,030       | 2           | 7     | 6.      |
| 11. | Сара Јо                           | Мушкарчина                  | 10   | 21,253      | 10          | 20    | 2.      |
| 12. | Ана Станић                        | Љубав без додира            | 6    | 1,098       |             | 6     | 9.      |
| 13. | Бибер                             | Две године и шес' дана      |      | 3,130       |             | 0     | 18.     |
| 14. |                                   | Оригами                     | 7    | 5,273       | 3           | 10    | 4.      |
| 15. | Chegi & Браћа Блуз бенд           | Девојко са пламеном у очима |      | 6,145       | 5           | 5     | 10.     |
| 16. | Ивона                             | Знам                        | 3    | 2,169       |             | 3     | 12.     |
| 17. | Марија Микић                      | Љубав ме инспирише          | 2    | 5,683       | 4           | 6     | 8.      |
| 18. | Констракта                        |                             | 12   | 44,459      | 12          | 24    | 1.      |

| Детаљно гласање жирија у финалу | Детаљно гласање жирија у финалу | Детаљно гласање жирија у финалу | Детаљно гласање жирија у финалу | Детаљно гласање жирија у финалу | Детаљно гласање жирија у финалу | Детаљно гласање жирија у финалу | Детаљно гласање жирија у финалу | Детаљно гласање жирија у финалу |
| Р. бр.                          | Песма                           | Илке                            | С. Марковић                     | У. Сенић                        | В. Николов                      | Н. Украден                      | Укупно                          | Поени                           |
| ------------------------------- | ------------------------------- | ------------------------------- | ------------------------------- | ------------------------------- | ------------------------------- | ------------------------------- | ------------------------------- | ------------------------------- |
| 1.                              | Скидам                          | 3                               | 4                               | 2                               | 4                               | 1                               | 14                              |                                 |
| 2.                              | Анђеле мој                      |                                 |                                 |                                 |                                 | 2                               | 2                               |                                 |
| 3.                              | Хаос                            |                                 |                                 | 6                               |                                 | 5                               | 11                              |                                 |
| 4.                              | Нема те                         | 4                               | 2                               |                                 | 2                               | 7                               | 15                              | 1                               |
| 5.                              | Љуби, љуби довека               | 2                               | 8                               | 3                               |                                 | 4                               | 17                              | 4                               |
| 6.                              | Драма                           | 1                               |                                 |                                 |                                 |                                 | 1                               |                                 |
| 7.                              | Почињем да лудим                |                                 |                                 | 10                              |                                 |                                 | 10                              |                                 |
| 8.                              | Зорја                           | 10                              | 3                               |                                 | 6                               | 12                              | 31                              | 8                               |
| 9.                              | Оскар                           |                                 |                                 |                                 |                                 | 6                               | 6                               |                                 |
| 10.                             | Бејби                           | 5                               |                                 | 7                               | 5                               | 3                               | 20                              | 5                               |
| 11.                             | Мушкарчина                      | 8                               | 12                              | 8                               | 8                               | 10                              | 46                              | 10                              |
| 12.                             | Љубав без додира                | 6                               | 7                               | 4                               | 3                               |                                 | 20                              | 6                               |
| 13.                             | Две године и шес’ дана          |                                 | 1                               |                                 |                                 |                                 | 1                               |                                 |
| 14.                             | Оригами                         |                                 | 6                               | 5                               | 1                               | 8                               | 20                              | 7                               |
| 15.                             | Девојко са пламеном у очима     |                                 |                                 |                                 |                                 |                                 |                                 | 5                               |
| 16.                             | Знам                            |                                 | 5                               |                                 | 10                              |                                 | 15                              | 3                               |
| 17.                             | Љубав ме инспирише              | 7                               |                                 | 1                               | 7                               |                                 | 15                              | 2                               |
| 18.                             |                                 | 12                              | 10                              | 12                              | 12                              |                                 | 46                              | 12                              |

### Металац
Компанија Металац која се бави производњом посуђа је понудила Констракти бокал и лавор као поклон како би их користила на свом наступу у Торину.
Хуманитарна акција „Констракта и Металац" је покренута 18. априла 2022. У продају је стављено 500 сетова емајлираних бокала и лавора, идентичних онима који су поклоњени Констракти. Сав приход од продаје тог посуђа иде НУРДОР-у.

### Турнеја
Констракта је извела „In corpore sano" на журци Israel Calling у Тел Авиву 7. априла 2022. и добила позитивне реакције публике. И поред техничких проблема, Констракта је песму извела сама и користила је пешкире из хотела током наступа. Концепт турнеје је да сви наступи изгледају као део припреме за евровизијски наступ у Торину.
Деветог априла, Констракта се појавила у хрватској емисији Звијезде пјевају на каналу HRT 1.
Иако је требало да наступи на журци PrePartyES у Мадриду, Констракта из здравствених разлога није могла да се тамо појави уживо. Ипак, у Мадриду је пуштен видео Констрактиног наступа.

### Испраћај
Традиционално, РТС је 28. априла организовао свечани испраћај представника Србије на Песму Евровизије. Свечаност је организована у холу РТС-а којој су присуствовали Констракта са својим тимом, амбасадор Италије у Србији - Карло Ло Кашо, уредница забавног програма РТС-а - Оливера Ковачевић, директор РТС-а - Драган Бујошевић, чланови ОГАЕ Србије, као и велики број фанова и новинара.
Током церемоније Амбасадор Италије у Србији, његова екселенција Карло Ло Кашо, обратио се присутнима и изразио своје задовољство што може да позрдави Констракту пред њен одлазак на такмичење у Торину. Након говора, Амбасадор Италије је српској представници уручио заставу Италије и пожелео јој победу на такмичењу.
Присутнима се обратила и уредница забавног програма РТС-а, Оливера Ковачевић пожелевши срећу Констракти и том приликом је истакла да је „РТС одлучан у намери да Србија сваке године учествује на Песми Евровизије, јер ми најбоље знамо како изгледа када сте, не својом вољом, искључени из света”.
Након обраћања, директор РТС-а, Драган Бујошевић је сада већ традиционално, уручио представнику Србије на Песми Евровизије, заставу Србије која ће се користити током такмичења.

## На Евровизији
Према правилима Песме Евровизије, све државе осим домаћина и велике петорке морају да се такмиче у једном од полуфинала како би прошле у финале. 10 песама са највише поена из сваког полуфинала пролази у финале. Европска радиодифузна унија дели земље у шешире на основу гласачких савеза у прошлим издањима, тако да земље које често гласају једне за друге буду у истом шеширу. Отприлике пола сваког шешира се нађе у једном полуфиналу, а друга половина у другом. У јануару 2022, објављено је да ће се Србија такмичити у другом полуфиналу.
Редослед наступа у полуфиналима је објављен 29. марта 2022. Србија је наступила под редним бројем 3 у другом полуфиналу, после представника Израела, а пре представника Азербејџана.

#### Тим
Констракти су у Торину на сцени требали да се придруже чланови Хора старих Латина Милован Бошковић, Маша Марковић, Маја Ранђић, Јован Антић и Коста Ђураковић (који је и аутор анимација које ће се приказивати на екранима на сцени), али из приватних разлога, Маша Марковић није отпутовала у Торино. Кристина Раденковић (која је била једна од двоје водитеља из зелене собе током Песме за Евровизију ’22) ју је заменила на сцени. Поред чланова хора, уз Констракту су у Торино отпутовали и стилисткиња Ивана Кесић, фризер Данило Матаруга, шминкерка Ирена Милетић, мултикем-редитељ Миодраг Коларић (РТС) и редитељ наступа и ко-мултикем-редитељ Јасмин Цвишић, као и РТС-ови чланови делегације.

#### Пробе
Двадесет првог априла је објављен редослед проба, као и целокупне сатнице свих дешавања у арени. Прва проба српске делегације је била 2. маја, а друга 5. маја 2022.

#### Наступ
Наступ је остао веома сличан оном који је изведен на Песми за Евровизију ’22. Констракта седи у средини позорнице, окружена члановима хора који су обучени у црно са пешкирима који им висе око врата. Одабрани делови текста преведени на енглески језик се појављују на екрану. Проблеми са кинетичким сунцем су утицали на наступ.

#### Награда Марсел Безансон
С почетком 2002, уочи сваког финала Песме Евровизије се додељују награде Марсел Безенсон, именоване по оснивачу Песме Евровизије. Ове награде одају почасти песмама које се налазе у финалу такмичења. Постоје три категорије награда: Награда за уметнички наступ, Награда композитора и Награда новинара. Ове године, Награду за уметнички наступ је освојила Констракта за наступ за In corpore sano према гласовима коментатора из свих учесничких земаља.

#### Гласање
Током такмичења, свака држава додељује два сета поена који се састоје од 12, 10 и 8—1 поена, један сет је од националног жирија, док је други од публике. Сваки национални жири се састоји од пет професионалаца из музичке индустрије који су држављани државе коју заступају. Жири рангира све наступе ноћ пред сваку такмичарску вечер током такозваног жири шоу-а. Сваки члан жирија може бити изабран на ту позицију сваке треће године и морају да потврде да немају везе са било којим од такмичара на начин који би утицао на њихов суд. Сваки члан жирија мора да гласа појединачно и без дискусије о њиховим гласовима са осталим члановима жирија. Целокупни резултати жирија и телегласања, као и појединачни гласови жирија се објављују после финала. Гласови појединачних чланова жирија су у анонимном облику.
Током преноса другог полуфинала, Констракта је објављена као десети финалиста и пласирала се у финале. Током жреба за финале, Констракта је жребана да наступи у другој половини финала. У раним јутарњим часовима 14. маја, после жреба свих учесника другог полуфинала за финале, објављено је да ће Констракта наступити претпоследња у финалу, под редним бројем 24, после представника Пољске, а пре представника Естоније. У финалу које је одржано 14. маја 2022, Констракта је добила 87 поена тј. једанаесто место у гласању жирија (и то 12 поена од жирија Црне Горе и Хрватске) и 225 поена тј. четврто место у гласању публике (и то 12 поена од публике Црне Горе, Хрватске, Северне Македоније, Словеније и Швајцарске). Свеукупно, Констракта је остварила 312 поена и пето место (иза Украјине, Уједињеног Краљевства, Шпаније и Шведске). После финала је откривено да се Србија пласирала из полуфинала као трећа, иза Шведске која је победила у полуфиналу и Аустралије.

#### Поени

##### Поени додељени Србији
| Поени    | Телегласање                                                                                  | Жири                                     |
| -------- | -------------------------------------------------------------------------------------------- | ---------------------------------------- |
| 12 поена | - Аустралија - Кипар - Чешка - Грузија - Малта - Црна Гора - Северна Македонија - Сан Марино | Северна Македонија                       |
| 10 поена | - Немачка - Румунија - Шведска                                                               |                                          |
| 8 поена  | - Финска - Израел                                                                            | Финска                                   |
| 7 поена  | Пољска                                                                                       | - Ирска - Црна Гора                      |
| 6 поена  | - Белгија - Уједињено Краљевство                                                             |                                          |
| 5 поена  | Шпанија                                                                                      | - Кипар - Шпанија - Уједињено Краљевство |
| 4 поена  | - Естонија - Ирска                                                                           | Аустралија                               |
| 3 поена  |                                                                                              | Азербејџан                               |
| 2 поена  |                                                                                              | - Белгија - Грузија - Сан Марино         |
| 1 поен   |                                                                                              | Израел                                   |

| Поени    | Телегласање                                                          | Жири                                  |
| -------- | -------------------------------------------------------------------- | ------------------------------------- |
| 12 поена | - Хрватска - Црна Гора - Северна Македонија - Словенија - Швајцарска | - Хрватска - Црна Гора                |
| 10 поена | - Аустрија - Бугарска - Чешка                                        | Северна Македонија                    |
| 8 поена  | - Аустралија - Француска - Грчка - Сан Марино - Шведска              | Аустралија                            |
| 7 поена  | - Кипар - Финска - Грузија - Немачка - Израел - Италија - Румунија   | Финска                                |
| 6 поена  | - Јерменија - Азербејџан - Малта                                     | - Словенија - Шпанија                 |
| 5 поена  | - Пољска - Португалија                                               | Ирска                                 |
| 4 поена  |                                                                      | - Белгија - Кипар - Италија - Шведска |
| 3 поена  | - Албанија - Холандија - Норвешка                                    | Португал                              |
| 2 поена  | - Белгија - Летонија - Шпанија                                       |                                       |
| 1 поен   | - Исланд - Ирска - Уједињено Краљевство                              | - Литванија - Уједињено Краљевство    |

##### Поени које је доделила Србија
| Поени    | Телегласање        | Жири               |
| -------- | ------------------ | ------------------ |
| 12 поена | Црна Гора          | Шведска            |
| 10 поена | Кипар              | Естонија           |
| 8 поена  | Северна Македонија | Азербејџан         |
| 7 поена  | Чешка              | Црна Гора          |
| 6 поена  | Румунија           | Белгија            |
| 5 поена  | Шведска            | Финска             |
| 4 поена  | Естонија           | Чешка              |
| 3 поена  | Белгија            | Пољска             |
| 2 поена  | Малта              | Аустралија         |
| 1 поен   | Финска             | Северна Македонија |

| Поени    | Телегласање | Жири                 |
| -------- | ----------- | -------------------- |
| 12 поена | Молдавија   | Азербејџан           |
| 10 поена | Шпанија     | Естонија             |
| 8 поена  | Норвешка    | Белгија              |
| 7 поена  | Украјина    | Португал             |
| 6 поена  | Естонија    | Финска               |
| 5 поена  | Румунија    | Шведска              |
| 4 поена  | Италија     | Шпанија              |
| 3 поена  | Литванија   | Чешка                |
| 2 поена  | Француска   | Литванија            |
| 1 поен   | Шведска     | Уједињено Краљевство |

###### Детаљно гласање Србије
Чланови српског жирија су били:
- Душан Алагић
- Јелена Томашевић
- Мари Мари
- Милош Лука Рорановић
- Срђан Марјановић

| #  | Држава             | Жири   | Жири   | Жири   | Жири   | Жири   | Жири        | Жири  | Телегласање | Телегласање |
| #  | Држава             | Члан А | Члан Б | Члан Ц | Члан Д | Члан Е | Ранг жирија | Поени | Ранг        | Поени       |
| -- | ------------------ | ------ | ------ | ------ | ------ | ------ | ----------- | ----- | ----------- | ----------- |
| 01 | Финска             | 1      | 8      | 4      | 7      | 11     | 6           | 5     | 10          | 1           |
| 02 | Израел             | 14     | 11     | 12     | 15     | 16     | 15          |       | 15          |             |
| 03 | Србија             |        |        |        |        |        |             |       |             |             |
| 04 | Азербејџан         | 4      | 2      | 3      | 5      | 7      | 3           | 8     | 17          |             |
| 05 | Грузија            | 15     | 12     | 11     | 14     | 14     | 13          |       | 13          |             |
| 06 | Малта              | 16     | 15     | 16     | 16     | 12     | 16          |       | 9           | 2           |
| 07 | Сан Марино         | 17     | 17     | 17     | 17     | 17     | 17          |       | 12          |             |
| 08 | Аустралија         | 12     | 5      | 6      | 10     | 9      | 9           | 2     | 11          |             |
| 09 | Кипар              | 13     | 13     | 9      | 13     | 13     | 12          |       | 2           | 10          |
| 10 | Ирска              | 10     | 16     | 15     | 12     | 15     | 14          |       | 14          |             |
| 11 | Северна Македонија | 11     | 7      | 10     | 11     | 5      | 10          | 1     | 3           | 8           |
| 12 | Естонија           | 5      | 3      | 2      | 2      | 6      | 2           | 10    | 7           | 4           |
| 13 | Румунија           | 6      | 9      | 13     | 8      | 10     | 11          |       | 5           | 6           |
| 14 | Пољска             | 7      | 6      | 8      | 6      | 8      | 8           | 3     | 16          |             |
| 15 | Црна Гора          | 2      | 14     | 14     | 3      | 1      | 4           | 7     | 1           | 12          |
| 16 | Белгија            | 3      | 10     | 7      | 4      | 3      | 5           | 6     | 8           | 3           |
| 17 | Шведска            | 8      | 1      | 1      | 1      | 2      | 1           | 12    | 6           | 5           |
| 18 | Чешка              | 9      | 4      | 5      | 9      | 4      | 7           | 4     | 4           | 7           |

| Р. бр. | Држава               | Жири   | Жири   | Жири   | Жири   | Жири   | Жири        | Жири  | Телегласање | Телегласање |
| Р. бр. | Држава               | Члан А | Члан Б | Члан Ц | Члан Д | Члан Е | Ранг жирија | Поени | Ранг        | Поени       |
| ------ | -------------------- | ------ | ------ | ------ | ------ | ------ | ----------- | ----- | ----------- | ----------- |
| 01     | Чешка                | 8      | 9      | 16     | 5      | 9      | 8           | 3     | 17          |             |
| 02     | Румунија             | 7      | 23     | 17     | 9      | 14     | 13          |       | 6           | 5           |
| 03     | Португалија          | 17     | 4      | 1      | 4      | 10     | 4           | 7     | 11          |             |
| 04     | Финска               | 1      | 13     | 9      | 6      | 4      | 5           | 6     | 12          |             |
| 05     | Швајцарска           | 21     | 19     | 10     | 12     | 21     | 21          |       | 24          |             |
| 06     | Француска            | 22     | 20     | 12     | 24     | 24     | 24          |       | 9           | 2           |
| 07     | Норвешка             | 24     | 10     | 19     | 15     | 20     | 22          |       | 3           | 8           |
| 08     | Јерменија            | 16     | 15     | 5      | 10     | 12     | 12          |       | 19          |             |
| 09     | Италија              | 10     | 11     | 11     | 21     | 18     | 19          |       | 7           | 4           |
| 10     | Шпанија              | 9      | 3      | 22     | 19     | 3      | 7           | 4     | 2           | 10          |
| 11     | Холандија            | 15     | 6      | 6      | 17     | 17     | 11          |       | 13          |             |
| 12     | Украјина             | 18     | 7      | 24     | 20     | 15     | 20          |       | 4           | 7           |
| 13     | Немачка              | 19     | 16     | 7      | 11     | 16     | 17          |       | 21          |             |
| 14     | Литванија            | 5      | 17     | 8      | 8      | 19     | 9           | 2     | 8           | 3           |
| 15     | Азербејџан           | 4      | 8      | 2      | 1      | 2      | 1           | 12    | 22          |             |
| 16     | Белгија              | 2      | 21     | 3      | 2      | 6      | 3           | 8     | 14          |             |
| 17     | Грчка                | 6      | 12     | 18     | 22     | 13     | 15          |       | 15          |             |
| 18     | Исланд               | 20     | 24     | 4      | 23     | 23     | 16          |       | 23          |             |
| 19     | Молдавија            | 23     | 22     | 15     | 14     | 22     | 23          |       | 1           | 12          |
| 20     | Шведска              | 13     | 1      | 23     | 18     | 1      | 6           | 5     | 10          | 1           |
| 21     | Аустралија           | 14     | 18     | 14     | 7      | 11     | 14          |       | 20          |             |
| 22     | Уједињено Краљевство | 12     | 5      | 21     | 13     | 7      | 10          | 1     | 16          |             |
| 23     | Пољска               | 11     | 14     | 20     | 16     | 8      | 18          |       | 18          |             |
| 24     | Србија               |        |        |        |        |        |             |       |             |             |
| 25     | Естонија             | 3      | 2      | 13     | 3      | 5      | 2           | 10    | 5           | 6           |